# Książek (Szydłowiec)
Książek – dzielnica Szydłowca, położona w południowo-zachodniej części miasta, składająca się z niewielkich części: 
- Książek Stary
- Książek Nowy
- Książek Majdowski
- Budki - ul. Sosnowa.

## Geografia
Książek położony jest w południowej części miasta Szydłowca. Jego granice wyznacza od wschodu i od północy rzeka Korzeniówka i jej dopływy, natomiast granica południowa i zachodnia to granica miasta.
Książek graniczy na północy z Podgórzem, Osiedlem Nad Zalewem, Starą Wsią, Wymysłowem. Na wschodzie dzielnica graniczy z Korznkiem oraz na południu z Wolą Korzeniową i na zachodzie z Budkami.
Ulice: Książek Majdowski, Książek Nowy, Książek Stary, Sosnowa.
Książek to dzielnica z zabudową typu wiejskiego, porośnięta licznymi lasami (Korznek, Las Majdowski, Las Szydłowiecki). Znaczną część obszaru stanowią nieużytki, bagna i mokradła oraz pola uprawne.
Na każdej części Książka znajdują się kapliczki upamiętniające wędrówkę kopii obrazu Matki Boskiej. Na Książku Majdowskim znajduje się garbarnia a na Książku Starym hurtownia materiałów chemicznych.

## Historia
W XVI, na gruntach miejskich utworzono prywatny folwark, którego założyciel nie jest znany. Według relacji Karola Górnickiego, mieszkańca Szydłowca - miał on być w posiadaniu Leszczyńskiego, po którym zostały 3 córki. Nie mogąc dojść do porozumienia w sprawie podziału, spadkobiercy mieli sprzedać go niejakiemu Serwalowi, którego córka Marianna poślubiła Kowalskiego. Jedna z ich córek, po zaślubieniu Wietrzykowsiego, otrzymała folwark, który po 20 latach gospodarowania, już w XIX wieku, został sprzedany. W 1837 roku wieczystym posiadaniem folwarku był Piotr Tomaszewski. Mateusz Buszkiewicz, następny właściciel, sprzedał go w 1844 roku Łukaszowi Królowi, który podobnie jak mieszkańcy miasta posiadał przywileje oraz opłacał podatki i czynsz skarbowi. Ostatni właściciel dokupił część gruntów, stąd nie jest dokładnie znany  jego obszar.

## Komunikacja
Wszystkie ulice Książka są asfaltowe, drogi polne i dojazdowe mają nawierzchnię żwirową lub piaszczystą. Ulica Książek Stary oraz część Książka Nowego to droga powiatowa nr 34313, prowadząca do Stąporkowa i Końskich. Ulica Książek Majdowski, to droga powiatowa nr 34381 prowadząca do Majdowa i Bliżyna. Ulica Sosnowa, granicząca bezpośrednio z Budkami (zabudowa tej ulicy sąsiaduje z leśniczówką oraz szkołą podstawową w Budkach II), to droga powiatowa nr 34371 do Huciska.
Jeszcze w XX wieku Książek stanowił przedmieście, ponieważ był w całości oddalony od miasta, obecnie Książek Stary i Nowy połączone są ze Starą Wsią, Podgórzem oraz Osiedlem Nad Zalewem, pozostały jeszcze Książek Majdowski i Budki są stosunkowo daleko oddalone od reszty miasta w odległości około 2 km.